# クスサン
クスサン（樟蚕／楠蚕、Saturnia japonica）はチョウ目・ヤママユガ科のガの一種。身近に生息する大型の蛾であり、幼虫、蛹に別名がある。

## 特徴
成虫は開張100mm以上、褐色の大きな翅をもつ。
幼虫はクリ、クヌギ、コナラ、サクラ、ウメ、イチョウ、クスノキなど様々な樹木の葉を食べる。年1回の発生。卵で越冬し、幼虫は4-7月に出現する。幼虫は体長80mmにも及ぶ青白色の大型のケムシで、白色の長毛を生やしているためにシラガタロウと呼ばれる。この長毛は寄生蜂に対する防御の役割があると考えられている。
繭は糸を寄り合わせた楕円形のものだが、壁面は網目状に穴が開いているので、スカシダワラ（透かし俵）と呼ばれる。
ナイロン製の釣り糸が普及する前は、ヤママユガの仲間の繭をほぐして天蚕糸とすることがあったが、クスサンの場合、繭を作る前の幼虫の頭を落として糸を出す絹糸腺という器官を取り出し、細く引き延ばして酢で固定するなどの手法で天蚕糸が作られていた。
7月前半頃に楕円形の固い網目の繭を作って蛹になり北海道では8月から、本州などでは9月から10月にかけて羽化する。
都市部で大発生して話題となることがあるが、寿命は1週間程度であるため僅かな期間で収束する。
天敵というほど目撃例は多いわけではないが、2023年にはアライグマがクスサンを捕食している姿が記録されている。
日本全土の他、中国、台湾にも分布する。

## 亜種
- クスサン屋久島以北亜種 S. j. japonica (Moore, 1872)
- クスサン奄美以南亜種 S. j. ryukyuensis (Inoue, 1984)
- クスサン台湾亜種 S. j. arisana (Shiraki, 1913)

## 近縁種
ヒメヤママユ Saturnia jonasii (Butler)
北海道、本州、四国、九州と、対馬、屋久島に分布。低山地から山地の樹林や雑木林に生息する。名前のとおり、ヤママユよりもひとまわり小さい。 縁が赤褐色に染まるものや、地色がかなり明るい黄褐色のものもいる。ヤママユよりも遅い時期に姿を現し、夜間に活動する。

## ギャラリー

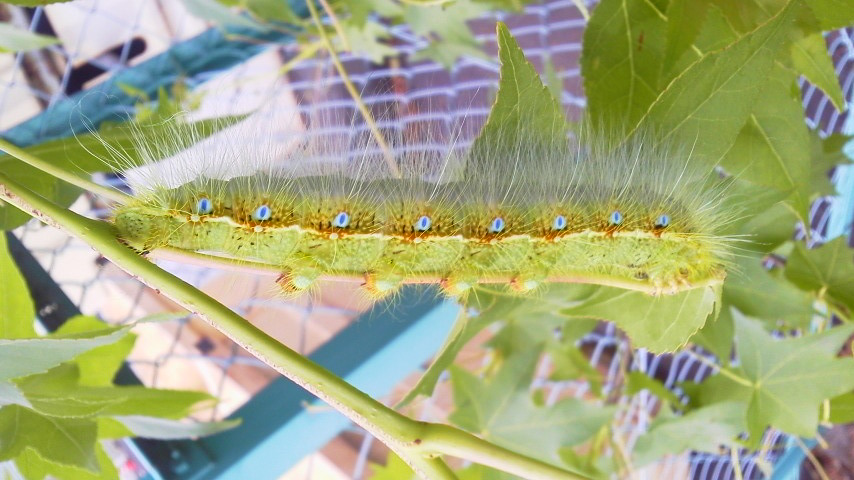
終齢幼虫
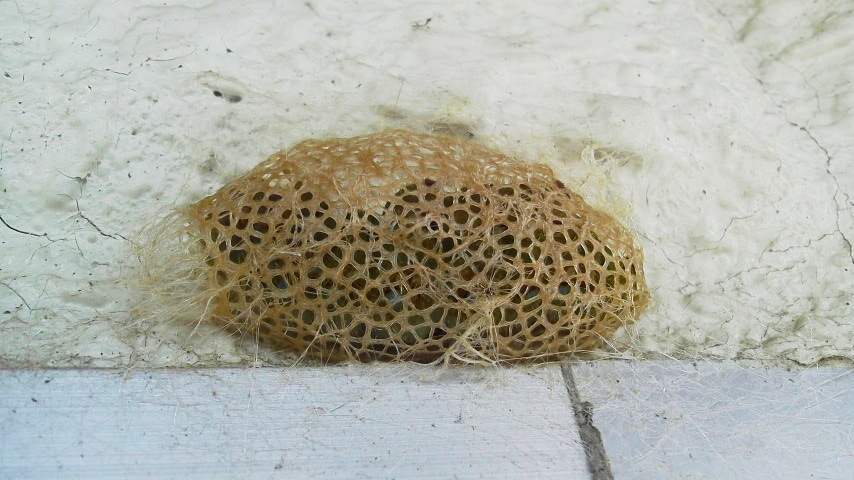
繭
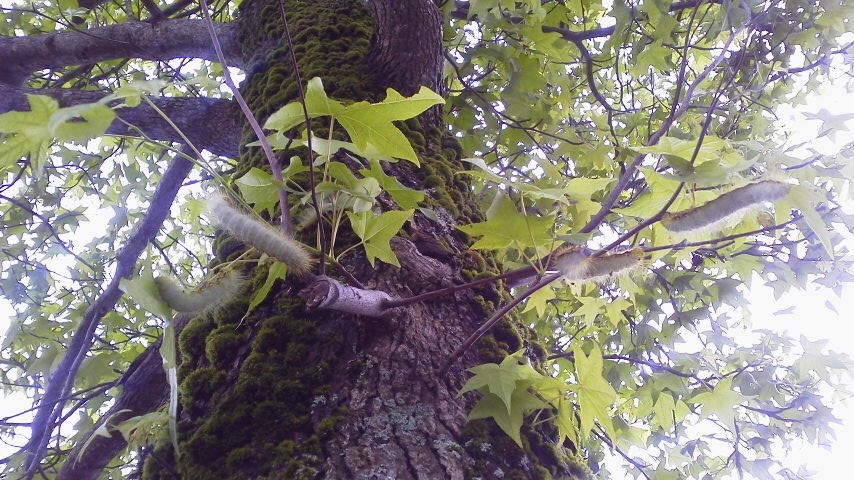
幼虫大発生の様子